# Madascaris octocostata
Madascaris octocostata is een keversoort uit de familie van de loopkevers (Carabidae). De wetenschappelijke naam van de soort werd voor het eerst geldig gepubliceerd in 1933 door Max Bänninger.